# Landkreis Kempten (Allgäu)

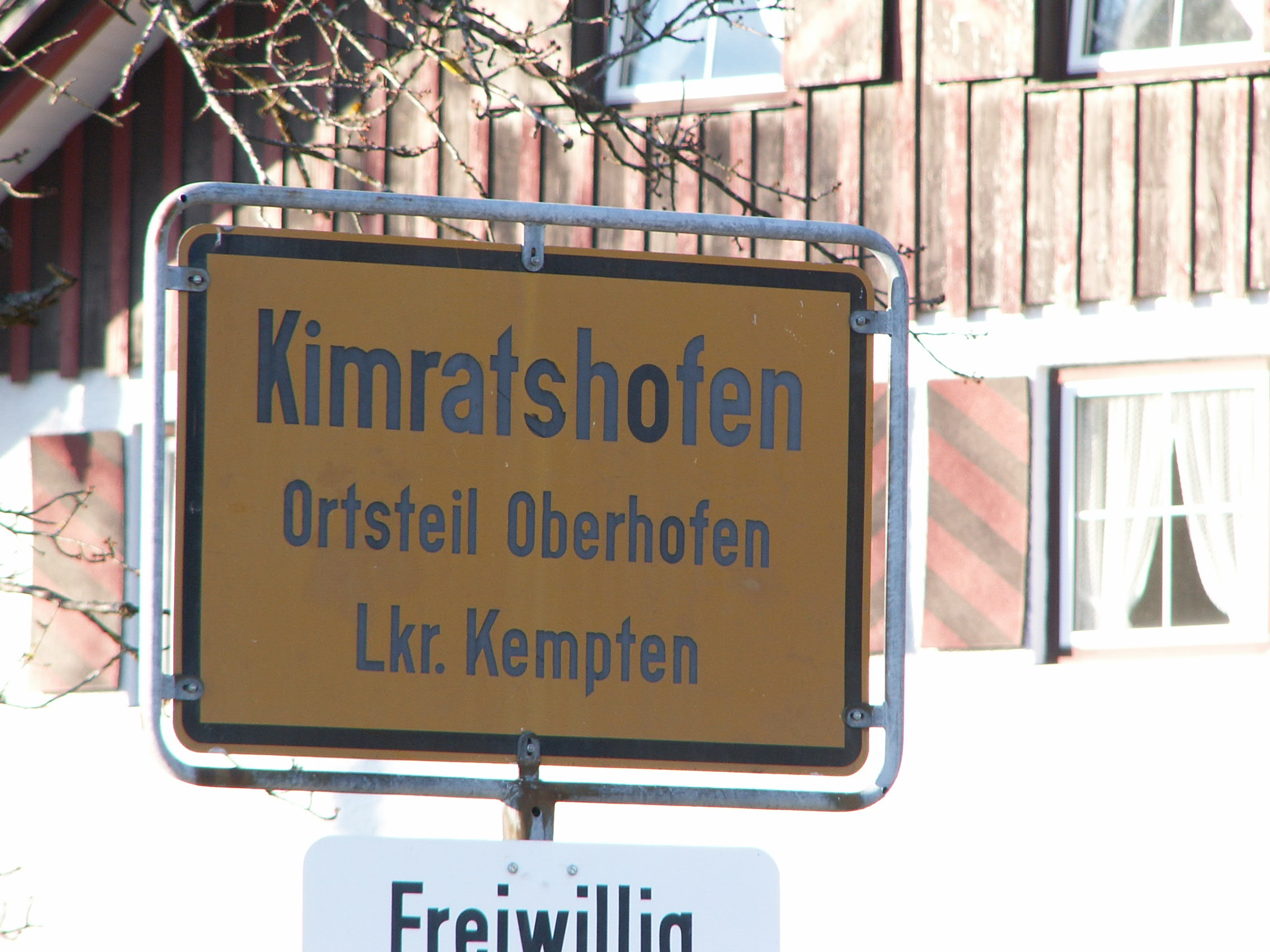
Altes Ortsschild in Kimratshofen, Mkt. Altusried

Der Landkreis Kempten (Allgäu) gehörte zum bayerischen Regierungsbezirk Schwaben. Bis zum Beginn der Gebietsreform in Bayern am Anfang der 1970er Jahre hatte der Landkreis 29 Gemeinden. Im heutigen Sprachgebrauch wird er Altlandkreis Kempten genannt.

## Geographie
Die größten Orte waren Altusried, Buchenberg, Durach und Waltenhofen. Der Landkreis grenzte 1972 im Uhrzeigersinn im Norden beginnend an die Landkreise Memmingen, Marktoberdorf, Füssen, Sonthofen und Lindau (Bodensee) (alle in Bayern) sowie an den Landkreis Wangen (in Baden-Württemberg).

## Geschichte

### Bezirksamt
Das Bezirksamt Kempten folgte im Jahr 1862 dem flächengleichen Landgericht älterer Ordnung Kempten.
Am 1. April 1927 wurde das Bezirksamt Kempten um die Gemeinden Moosbach und Petersthal des Bezirksamtes Sonthofen vergrößert.

### Landkreis
Am 1. Januar 1939 wurde wie sonst überall im Deutschen Reich die Bezeichnung Landkreis eingeführt. So wurde aus dem Bezirksamt der Landkreis Kempten (Allgäu).
Am 1. Juli 1972 wurde der Landkreis Kempten (Allgäu) im Zuge der Gebietsreform in Bayern aufgelöst. Die beiden Gemeinden Sankt Lorenz und Sankt Mang wurden in die kreisfreie Stadt Kempten (Allgäu) eingegliedert. Alle übrigen Gemeinden wurden mit dem Landkreis Sonthofen zum neuen Landkreis Oberallgäu zusammengefasst.

## Einwohnerentwicklung
| Jahr | Einwohner | Quelle |
| ---- | --------- | ------ |
| 1864 | 22.746    | [ 6 ]  |
| 1885 | 30.649    | [ 7 ]  |
| 1900 | 33.353    | [ 8 ]  |
| 1910 | 37.046    | [ 8 ]  |
| 1925 | 41.430    | [ 9 ]  |
| 1939 | 38.422    | [ 10 ] |
| 1950 | 55.159    | [ 11 ] |
| 1960 | 50.800    | [ 12 ] |
| 1971 | 59.400    | [ 13 ] |

## Gemeinden
Die Gemeinden des Landkreises Kempten vor der Gemeindereform. Die Gemeinden, die es heute noch gibt, sind fett geschrieben.
|    | frühere Gemeinde      | heutige Gemeinde | heutiger Landkreis                                       |
| -- | --------------------- | ---------------- | -------------------------------------------------------- |
| 1  | Altusried (Markt)     | Altusried        | Landkreis Oberallgäu                                     |
| 2  | Betzigau              | Betzigau         | Landkreis Oberallgäu                                     |
| 3  | Buchenberg (Markt)    | Buchenberg       | Landkreis Oberallgäu                                     |
| 4  | Dietmannsried (Markt) | Dietmannsried    | Landkreis Oberallgäu                                     |
| 5  | Durach                | Durach           | Landkreis Oberallgäu                                     |
| 6  | Frauenzell            | Altusried        | Landkreis Oberallgäu                                     |
| 7  | Haldenwang            | Haldenwang       | Landkreis Oberallgäu                                     |
| 8  | Kimratshofen          | Altusried        | Landkreis Oberallgäu                                     |
| 9  | Kreuzthal             | Buchenberg       | Landkreis Oberallgäu                                     |
| 10 | Krugzell              | Altusried        | Landkreis Oberallgäu                                     |
| 11 | Lauben                | Lauben           | Landkreis Oberallgäu                                     |
| 12 | Martinszell im Allgäu | Waltenhofen      | Landkreis Oberallgäu                                     |
| 13 | Memhölz               | Waltenhofen      | Landkreis Oberallgäu                                     |
| 14 | Mittelberg            | Oy-Mittelberg    | Landkreis Oberallgäu                                     |
| 15 | Moosbach              | Sulzberg         | Landkreis Oberallgäu                                     |
| 16 | Muthmannshofen        | Altusried        | Landkreis Oberallgäu                                     |
| 17 | Petersthal            | Oy-Mittelberg    | Landkreis Oberallgäu                                     |
| 18 | Probstried            | Dietmannsried    | Landkreis Oberallgäu                                     |
| 19 | Reicholzried          | Dietmannsried    | Landkreis Oberallgäu                                     |
| 20 | Sankt Lorenz          | Kempten (Allgäu) | 1972 eingemeindet zur kreisfreien Stadt Kempten (Allgäu) |
| 21 | Sankt Mang            | Kempten (Allgäu) | 1972 eingemeindet zur kreisfreien Stadt Kempten (Allgäu) |
| 22 | Schrattenbach         | Dietmannsried    | Landkreis Oberallgäu                                     |
| 23 | Sulzberg (Markt)      | Sulzberg         | Landkreis Oberallgäu                                     |
| 24 | Überbach              | Dietmannsried    | Landkreis Oberallgäu                                     |
| 25 | Waltenhofen           | Waltenhofen      | Landkreis Oberallgäu                                     |
| 26 | Weitnau (Markt)       | Weitnau          | Landkreis Oberallgäu                                     |
| 27 | Wengen                | Weitnau          | Landkreis Oberallgäu                                     |
| 28 | Wiggensbach (Markt)   | Wiggensbach      | Landkreis Oberallgäu                                     |
| 29 | Wildpoldsried         | Wildpoldsried    | Landkreis Oberallgäu                                     |

Landkreis Kempten (Allgäu), Gemeindegrenzenkarte von 1961

Die Gemeinde Rechtis wurde am 1. Januar 1963 nach Weitnau eingemeindet.

## Kfz-Kennzeichen
Am 1. Juli 1956 wurde dem Landkreis bei der Einführung der bis heute gültigen Kfz-Kennzeichen das Unterscheidungszeichen KE zugewiesen. Es wird nur in der Stadt Kempten (Allgäu) durchgängig bis heute ausgegeben. Im Landkreis Oberallgäu wurde es bis zum 3. August 1974 ausgegeben.